# Geschiedenis van Tsjetsjenië
De geschiedenis van Tsjetsjenië omvat de geschiedenis van de huidige Russische republiek Tsjetsjenië en van de daar levende Tsjetsjenen en Ingoesjen, samen Vajnachen genoemd.

## Prehistorie
De oudste bekende bewoning van wat nu Tsjetsjenië is, vond plaats rond 12.500 v.Chr., in het laatpaleolithicum. Bewoners vande grotten, die als schuilplaatsen in de bergen dienden, gebruikten stenen werktuigen, vuur en dierenhuiden. Andere sporen van menselijke aanwezigheid gaan terug naar 40.000 v.Chr. met grotschilderingen en artefacten rond het Kezenojam-meer.
Men denkt dat de voorouders van de Vajnachen de centrale Kaukasus vanaf ongeveer 10.000 - 8.000 v.Chr. hebben bevolkt.

### Koera-Araxescultuur
Al in 8000 v.Chr. werden in het gebied van het huidige Tsjetsjenië nederzettingen gebouwd. Aardewerk kwam ook rond dezelfde tijd al voor. Deze periode stond bekend als de Koera-Araxescultuur. Er was een sterke culturele diffusie tussen de late Koera-Araxescultuur en de westelijkere Majkopcultuur. De economie was voornamelijk gebaseerd op landbouw en veeteelt.

### Kajakentcultuur
Al rond 3000-4000 v.Chr. is er bewijs van metaalbewerking (inclusief koper) en meer geavanceerde wapens (dolken, pijlpunten, evenals pantser, messen, enz.). Deze periode van de kopertijd wordt de Kajakentcultuur genoemd. Paardrijden kwam rond 3000 v.Chr. voor, waarschijnlijk door contact met Indo-Europese stammen in het noorden. Steden uit deze periode worden vaak gevonden aan de rand van (of zelfs binnen) moderne steden in zowel Tsjetsjenië als Ingoesjetië, wat veel continuïteit suggereert. Er is bewijs in de vorm van beenderen dat kleine schapen en geiten werden gehouden. Klei en steen werden voor alle bouwdoeleinden gebruikt. Landbouw was sterk ontwikkeld, zoals blijkt uit de aanwezigheid van koperen en vuursteenbladen met houten of handgrepen van bot.

### Charatsjojcultuur
De Charatsjojcultuur duidt op de vroege bronstijd van Tsjetsjenië. Aardewerken kruiken en stenen graancontainers duiden op een hoog niveau van ontwikkeling van handel en cultuur. Andere vondsten laten zien dat de jacht nog steeds uitgebreid werd beoefend. Een afwezigheid aan varkensbeenderen toont aan dat de domesticatie van varkens zich nog niet in de regio had verspreid. IJzer had tegen de 10e eeuw v.Chr. steen, brons en koper vervangen als belangrijkste materiaal om te bewerken, eerder dan het grootste deel van Europa of zelfs gebieden van het Midden-Oosten.

### Kobancultuur
De Kobancultuur was de meest geavanceerde cultuur in Tsjetsjenië voor de historische periode en ook de meest bekende. Ze verscheen tussen 1100 en 1000 v.Chr. De best bestudeerde site ligt aan de rand van Serzjen-Joert, een belangrijk centrum van rond de 11e tot de 7e eeuw v.Chr.
De overblijfselen omvatten woningen, stenen bruggen, altaren, ijzeren artefacten, botten en aardewerk- en stenen objecten. Er waren sikkels en maalstenen. Granen die werden gekweekt waren tarwe, rogge en gerst. Runderen, schapen, geiten, ezels, varkens en paarden werden gefokt. Er waren werkplaatsen van waar ambachtslieden werkten en hun producten verkochten. Er zijn aanwijzingen voor een gevorderd stadium van metallurgie en de beroepen er vond n differentatie van beroepen plaats die waren georganiseerd in clans.

## Middeleeuwen
De eerste bronnen over de Vajnachen stammen van de 7e eeuw uit het koninkrijk Armenië.
In de klassieke oudheid en vroege middeleeuwen kwamen de Vajnachen in contact met andere volken zoals de mensen van het op dat moment het koninkrijkSarir datde hoogten van de Kaukasus bestuurden. In de vlaktes ten noorden van de Vajnachen heersten de Alanen (zie Noord-Ossetië), die de Vajnachen wilden onderwerpen en dat later ook deden. In de eeuwen daaropvolgend namen de Alanen veel elementen van de Vajnachsche cultuur over. Hierna kreeg het gebied te maken met de Romeinen, Sassaniden, Arabische kalifaten, de Chazaren en verschillende nomadenstammen.
Tussen de 10e eeuw en de 13e eeuw werden de Vainachen bekeerd tot het christendom vanuit het koninkrijk Georgië dat ook een aantal nederzettingen en versterkingen bouwde en kerken stichtte. Het christendom werd door de Tsjetsjenen vermengd met hun natuurgodsdienst en met hun cultuur, maar in de eeuwen daarna verdween het christendom geleidelijk weer. Op het moment dat het Mongoolse Rijk zich ten noorden en zuiden van de Kaukasus uitstrekte, trokken de Tsjetsjenen vanuit de valleien de bergen in, om zich na de val van Timoer Lenk weer in de vlakten te vestigen.
In de 16e eeuw verspreidde zich vanuit Dagestan de islam over het gebied. Het soefisme kreeg daarbij de meeste volgers. De Vajnachen vermengden deze vorm van de islam eveneens met hun natuurgodsdienst. In die tijd ontstonden ook de eerste vriendschappelijke contacten tussen Tsjetsjenen en kozakken.

## Russische Rijk
De geschiedenis met het Russische rijk begon met de Russische tsaar Ivan de verschrikkelijke. In het jaar 1556 probeerde hij de Kaukasus aan het rijk toe te voegen, maar zijn invloed bleef gering. In 1559 ontstond de eerste Russische vesting bij de Dagestaanse stad Tarki waar Ivan de opdracht voor gaf. Vanaf 1587 ontstond de eerste kozakkennederzetting, waarna de etnische groep der Terek-Kozakken langzamerhand ontstond (uit de Don-Kozakken) en zich verspreidde over de Kaukasus. De Tsjetsjenen woonden op dat moment grotendeels in de bergen en begonnen zich ook langzaam te verspreiden over de vlaktes van het noorden.
Het was pas onder Peter de Grote, in het begin van de achttiende eeuw, dat het Russische Rijk te maken kreeg met de opstandige Tsjetsjenen. Peter de Grote had van het Russische Rijk een goed georganiseerde en sterke militaire macht gemaakt die ervan droomde om het Perzische Rijk te verslaan, waardoor de Noordelijke Kaukasus van cruciaal belang werd. De volkeren van de Kaukasus zagen dit als een bedreiging voor de relatieve onafhankelijkheid die zij genoten. Het lukte de stammen uit de Kaukasus om in 1707 een Russisch fort te vernietigen en in de bronnen over deze tijd komen de Tsjetsjenen voor de eerste keer duidelijk naar voren als volk. Het was ook in deze periode dat de eerste grote strijder van de Tsjetsjenen naar voren kwam: Sjeik Mansoer. Van 1785 tot 1791 leidde Mansoer een groot offensief tegen de Russische overheersing en in dat laatste jaar werd hij door de Russen gevangengenomen, wat hem deed uitgroeien tot een martelaar voor de Tsjetsjeense vrijheid.
In 1817 begon de Kaukasusoorlog, die met tussenpozen bijna 50 jaar zou duren, en waarbij de hele Noordelijke Kaukasus onder het bestuur kwam van de Russische tsaren. Door deze oorlog werd Tsjetsjenië in 1818 onderworpen door de Russische generaal Aleksej Jermolov, die zich schuldig maakte aan etnische zuivering en het uitmoorden van hele dorpen. Tijdens deze oorlog diende zich ook het tot op heden belangrijkste boegbeeld van de Tsjetsjenen aan: de Avaarse imam Sjamil. Deze wist als leider van het Kaukasisch Imamaat verschillende bergvolkeren te verenigen in de strijd tegen de Russen. Nadat hij uiteindelijk in 1859 in het Dagestaanse dorpje Goenib gevangen werd genomen, was de strijd dan ook snel afgelopen. Hoewel hij uiteindelijk werd vrijgelaten en zijn zonen bij het Russische leger gingen, groeide hij uit tot een belangrijk symbool van de Tsjetsjeense onafhankelijkheidsstrijd.

## Sovjet-Unie
In de Russische Burgeroorlog steunden de Tsjetsjenen en andere bergvolkeren de bolsjewieken in de hoop op onafhankelijkheid. Hoewel ze officieel enige autonomie kregen in de vorm van de Sovjetrepubliek der Bergvolkeren, hadden ze in de praktijk weinig in te brengen.
In 1924, na het aan de macht komen van Stalin, verdween het semi-autonome gebied en werden de Tsjetsjeense gebieden ondergebracht in de Tsjetsjeense autonome oblast, die tien jaar later werd samengevoegd met de Ingoesjetische autonome oblast tot de uiteindelijke Tsjetsjeens-Ingoesjetische ASSR, die ondergeschikt was aan de Russische Socialistische Federatieve Sovjetrepubliek. De bolsjewieken probeerden ook in de Kaukasus de religie uit te bannen en de landbouw zo snel mogelijk te collectiviseren. Mede door migratie van Russen en andere niet-Kaukasische volken naar de Kaukasus, trachtte de Sovjet-regering de nationalistische gevoelens van de Tsjetsjenen en andere Kaukasische volken zo veel mogelijk te bestrijden.

### Tweede Wereldoorlog
Met het uitbreken van de Tweede Wereldoorlog ontstond er bij een deel van de Tsjetsjenen enige hoop. De Duitsers beloofden de Tsjetsjenen, als ze de Sovjet-Unie zouden weten te verslaan, vrijheid van geloof, een einde aan de landbouwcollectivisering waarbij ze ook het openstellen van scholen waar in de Tsjetsjeense taal en cultuur onderwezen zou worden in het vooruitzicht stelden. Door deze beloftes koos een deel van de Tsjetsjenen en Ingoesjen onder leiding van Chasan Israilov in 1940 tijdens de Kaukasische opstanden de kant van de Duitsers. Hierbij werkten ze samen met het Duitse Nordkaukasische Sonderkommando Schamil van de Abwehr. Nadat de Sovjettroepen de Duitsers in de Slag om de Kaukasus hadden teruggedrongen, richtte Stalin zijn wraak op de Tsjetsjenen en andere volkeren die de Duitse vijand hadden gesteund en daarvoor volgens hem dienden te worden gestraft. Als represaille liet hij onder leiding van Lavrenti Beria de gehele Tsjetsjeense bevolking in februari 1944 naar Centraal-Azië deporteren, voornamelijk naar Kazachstan.
Zij kwamen daar niet alleen terecht: ruim 3,2 miljoen burgers werden gedeporteerd naar afgelegen gebieden van de Sovjet-Unie wegens collaboratie. Bij deze deportatie werd geen enkele uitzondering gemaakt: de gehele Tsjetsjeense bevolking werd schuldig bevonden ongeacht of ze als soldaat in het Rode Leger hadden gediend, zelfs diegenen werden opgepakt en weggevoerd. In sommige streken gingen de Russen tot genocide over, zoals bij het Bloedbad van Chajbach, waar de 700 inwoners allen werden vermoord. Behalve een kleine groep die onder leiding van Sjeik Qureish Belhorev een guerrillaoorlog was begonnen, werd vrijwel de gehele Tsjetsjeense bevolking in korte tijd gedeporteerd. De gedeporteerde Tsjetsjenen kwamen in werkkampen terecht, waar een deel al snel omkwam van de honger, voor zover dit al niet tijdens de reis erheen was gebeurd als gevolg van de ontberingen. Uit onderzoek is gebleken dat 23,7% van de gedeporteerden de reis en de werkkampen niet hebben overleefd. Na de massale deportatie lag de weg voor de Sovjets open om Tsjetsjenië van de kaart te vegen: de grenzen werden opnieuw getrokken en alle plaatsen kregen een Russische naam.

### Na-oorlogse periode
Toen Stalin in 1953 overleed, ontstond er voor de zoveelste maal weer een beetje hoop voor de Tsjetsjenen. De leiders in het Kremlin kwamen er al snel achter dat de Tsjetsjenen (net als de andere gedeporteerde volken) hun land nog lang niet waren vergeten en dat er zelfs al enkelen teruggekeerd waren naar hun moederland. Tijdens zijn bekend geworden anti-Stalin-toespraak in 1957 gaf de nieuwe Sovjet-leider Nikita Chroesjtsjov daarop te kennen, dat de Tsjetsjenen stapsgewijs terug mochten naar hun land, waarna ze in speciale arbeiderskampen terecht zouden komen.
De Tsjetsjenen gingen hier massaal op in: alleen al in 1957 arriveerden er meer dan 200.000 in hun thuisland. Dat waren er veel meer dan waar het vierjarenplan, dat ervoor was opgesteld, in had voorzien. In hun voetspoor volgden de moellahs, de sjeiks en de tejpbestuurders, die zagen dat hun huizen waren ingenomen door Russische migranten en nu werden blootgesteld aan grove discriminatie. De situatie liep volledig uit de hand, mede doordat de moslimgeestelijken opriepen tot een sharia-staat en doordat duizenden wapens meekwamen uit Centraal-Azië. Dit zorgde in combinatie met het grote onrecht dat de Tsjetsjenen was aangedaan tot vele conflicten met de Russische bevolking. De aanwezige Russen, Osseten, Avaren, Oekraïners en andere bevolkingsgroepen, die tijdens hun afwezigheid de huizen van de Tsjetsjenen hadden overgenomen, kregen met de wraakzucht van terugkerende Tsjetsjenen te maken: volgens Russische bronnen ontvluchtten alleen al in 1957 113.000 van hen het gebied.
In 1958 kwam de haat tegen de terugkerende autochtone bevolking tot een kookpunt en brak er in Grozny een pogrom uit. Aanleiding was de dood van een Russische jongen tijdens een steekgevecht met dronken Tsjetsjeense jongeren. De daders werden vrijwel meteen opgepakt, maar het gerucht verspreidde zich snel onder de Russische bevolking en bij de begrafenis ging het mis: ruim 3000 mannen zwoeren wraak en wilden het centrum van Grozny in om verhaal te halen bij het bestuur. De politie, de KGB en de MVD probeerden hen te stoppen en hielden ruim 50 mensen aan. De dag erop verzamelden zich ruim 10.000 mensen rondom het regeringsgebouw in Grozny met de eis tot de vrijlating van hun kameraden die de dag ervoor waren gevangengezet. Nadat de autoriteiten hieraan geen gehoor werd gegeven werden dit en andere gebouwen van de regering door de menigte bestormd; in de chaos die volgde werden vele Tsjetsjeense burgers op straat en in gebouwen door de menigte doodgeslagen. De pogrom eindigde pas toen de regering met militaire macht de orde herstelde. Hoewel in de periode daarna verschillende mensen werden gearresteerd wegens deelname aan deze gewelddaden, werden slechts enkelen veroordeeld.

## Onafhankelijkheidsstrijd (1994-2009)

### Aanloopfase
In de laatste jaren van de Sovjet-Unie was de economie in Tsjetsjenië sterk gedaald. Door het collectiviseren van de landbouw was er een grote overbevolking op het platteland. Daarentegen hadden de industrieën in de steden een groot tekort aan arbeiders. Als gevolg leefden de meeste Tsjetsjenen onder de armoedegrens, en daarbij was de criminaliteit tot een absoluut hoogtepunt gestegen.
Door de machtsstrijd binnen het Kremlin zag de voormalige Tsjetsjeense luchtmachtgeneraal Doedajev de kans om te profiteren van dit vacuüm. Hij riep in juni 1991 de onafhankelijke staat Tsjetsjenië uit. Doedajev was, als veteraan van het Rode Leger, sterk anti-islamitisch. Tevens was hij een voorstander van Boris Jeltsin en hoopte dan ook dat als Jeltsin als winnaar uit de bus zou komen, Tsjetsjenië definitief onafhankelijk zou worden. Op 9 oktober 1991 grepen Doedajev en zijn aanhangers de macht in Grozny. Hierna probeerde hij de situatie in Tsjetsjenië zo snel mogelijk te normaliseren en zijn machtsovername te legitimeren. Toen in december 1991 de Sovjet-Unie definitief werd opgeheven, hoopte Doedajev dat de desintegratie van de Russische federatie in hetzelfde tempo zou gaan.
Tegen alle verwachtingen van Doedajev in was de houding van het Kremlin een stuk negatiever over een mogelijke onafhankelijkheid. Door middel van overleg en steun aan de oppositie probeerde de regering in Moskou Doedajev zo snel mogelijk uit zijn macht te ontzetten. Als gevolg hiervan werden er drie couppogingen gepleegd tegen de regering van Doedajev, die alle mislukten. Jeltsin sloot de Russische grenzen met Tsjetsjenië en stelde voor Tsjetsjenië een regering aan onder leiding van Oemar Avtoerchanov. Als in de zomer van 1994 de oppositiepartijen zich met Avtoerchanov verenigden en de strijd aangingen, brak al snel een burgeroorlog uit.

### Eerste oorlogsperiode
Op 26 november 1994 slaagden de oppositiegroepen met assistentie van de Russische geheime dienst er niet in om Grozny te veroveren. Op 29 november gaf Jeltsin bevel tot het bombarderen van Grozny, en op 11 december vielen de eerste Russische grondtroepen Tsjetsjenië binnen. Als op nieuwjaarsavond 1995 Grozny door de federale troepen werd bestormd, was het startsein gegeven voor de eerste fase van de Tsjetsjeense oorlog.
In de lente van 1995 waren alle rebellen uit de steden verjaagd, en leek het succes van een half jaar oorlog aan Russische zijde. Op 14 juni werd echter 200 kilometer buiten Tsjetsjenië door de groep van Basajev een ziekenhuis bezet, waarbij het leven van meer dan duizend Russische burgers op het spel stond. Rusland was nog niet klaar voor een oorlog die zich ook buiten Tsjetsjenië afspeelde, en het Kremlin stuurde al snel aan op onderhandelingen. Het was de Russische minister Viktor Tsjernomyrdin die telefonische onderhandelingen voert met de gijzelnemers.
Toen de rebellen een vrije aftocht kregen naar Tsjetsjenië, was de morele schade voor Rusland groot. Bovendien was door het harde optreden van de Russische troepen de interne oppositie in Tsjetsjenië tegen Doedajev gereduceerd tot een kleine groep. Bij de eerste, door het Kremlin opgezette, Tsjetsjeense verkiezingen won de pro-Russische Dokoe Zavgajev met 93% van de stemment. De Russen werden van verkiezingsfraude beschuldigd, en velen zagen in Zavgajev niet meer dan een marionet van het Kremlin. Mede door deze verkiezingen werd de haat van de opstandelingen jegens de Russen nog groter, waardoor het conflict een steeds grimmiger karakter krijgt.
In januari 1996 gijzelde een groep onder leiding van de rebel Radoejev 2000 mensen in de stad Kizljar in Dagestan. Er leek zich een herhaling voor te doen van het ziekenhuisdrama, met dit verschil dat Radoejev tijdens zijn aftocht werd aangevallen, waarbij vele gijzelnemers de dood vonden. Radoejev zelf wist te ontsnappen. Door deze gebeurtenissen kwam Jeltsin, met verkiezingen in het vooruitzicht, in een lastig parket. Ook de moordaanslag op Doedajev in april, waarbij deze het leven liet, kon de positie van Jeltsin niet veilig stelen. Aangezien een militaire overwinning op korte termijn uitgesloten was, kon Jeltsin alleen met onderhandelingen zijn politieke carrière redden. In juni 1996 vonden te Nazran de eerste onderhandelingen met Doedajevs opvolger Zelimchan Jandarbiejev plaats. Duidelijke overeenkomsten leverde dit nog niet op, maar de koers richting vrede was ingezet.
Toen Rusland in de zomer al haar aandacht richtte op de verkiezingen, zagen de rebellen hun kans. Op de avond van de inauguratie van Jeltsin, na diens verkiezingsoverwinning voor een tweede ambtstermijn, versloegen de rebellen de federale troepen bij Grozny. Na het verlies van Grozny stuurde Jeltsin de populaire generaal Aleksandr Lebed voor onderhandelingen naar Chasavjoert. Aldaar werd een staakt-het-vuren getekend, waarmee de eerste Tsjetsjeense oorlog ten einde kwam.

### Drie jaren van vrede
Omdat de Russische overheid zich na 1996 afzijdig hield, brak er voor Tsjetsjenië een tijd van informele onafhankelijkheid aan. Jandarbiejev toonde als opvolger van Doedajev echter niet het gewenste leiderschap. Met een poging een legitieme leider te krijgen, werden in januari 1997 de eerste verkiezingen gehouden waarbij Aslan Maschadov als grote winnaar uit de bus kwam. Hij was een oude Sovjet-kolonel, die in 1996 de onderhandelingen met Lebed gevoerd had, en een man met gematigde politieke ideeën die voor een dialoog met Moskou stond.
Hoewel de seculiere Maschadov de republiek leidde, stond een groot deel van de politiek juist voor een islamitische staat. Als zijn vicepresident Sjamil Basajev na een half jaar opstapt en zich aansluit bij de radicalen, leek dit het startsein voor grootschalige oppositie vanuit de radicaal-islamitische hoek. Aangezien Basajev de rechtstreekse confrontatie met Maschadov niet aandurfde, besloot hij eerst een islamitische revolutie te ontketenen in de aangrenzende republiek Dagestan, waarna hij hoopte in Tsjetsjenië als een volksheld te worden ontvangen. Basajev en zijn aanhangers werden bij hun invasie van Dagestan in augustus 1999 echter genadeloos verslagen door de Russen. Niet alleen de islamitische revolutie was hiermee mislukt, maar de gevolgen bleken van grotere aard als voor de tweede keer Russische troepen naar Tsjetsjenië worden gestuurd.

### Tweede oorlogsperiode
Als rechtstreeks gevolg van het Dagestaanse avontuur van Basajev reden op 1 oktober 1999 Russische troepen Tsjetsjenië binnen, en in korte tijd hadden ze 80% van de republiek in handen. Niet alleen voor Tsjetsjenië waren de gevolgen van de actie van Basajev groot, maar ook voor de machtsverhoudingen binnen het Kremlin. In dezelfde maand dat Basajev zijn invasie pleegde in Dagestan, stelde Jeltsin het hoofd van de veiligheidsdienst, Vladimir Poetin, aan als premier. Aangezien Jeltsin in deze maanden meerdere malen in het ziekenhuis lag was het Poetin die de touwtjes in handen had.
Nadat er in september 1999 meerdere aanslagen werden gepleegd op appartementencomplexen in Moskou en andere steden, werd al snel gewezen naar de islamistische Tsjetsjenen. Afgezien van het feit dat de rebellen de verantwoordelijkheid ontkenden, was de meerderheid van de politiek en het Russische volk nu voor een gewapend ingrijpen in Tsjetsjenië. Poetin werd in maart 2000 met een grote meerderheid gekozen als tweede president van de Russische Federatie.
Omdat de Russische troepen snel het grootste deel van Tsjetsjenië in handen hebben, schoof Poetin Achmat Kadyrov naar voren als nieuwe leider van de deelrepubliek. De keuze van Kadyrov was opmerkelijk, aangezien hij nooit pro-Russisch was geweest. Omdat Kadyrov door Poetin aangesteld was, bleef hij echter in de ogen van veel Tsjetsjenen een collaborateur. Rusland probeerde de situatie zo snel mogelijk te normaliseren, mede door grote hoeveelheden geld aan ontwikkeling uit te geven. Veel geld verdween echter door corruptie, waardoor Tsjetsjenië economisch nog verder weg zakte, de werkloosheid tot een record steeg en de scholing volledig stil kwam te liggen.
Met de aanwezigheid van een grote Russische troepenmacht van rond de 70.000 manschappen had de strijd een nieuwe fase bereikt. De rebellen, die een openlijke confrontatie niet konden winnen, verplaatsten hun strijdtoneel buiten Tsjetsjenië, door middel van terroristische aanslagen op Russische burgerdoelen. In de jacht op de rebellen binnen Tsjetsjenië werd steeds meer geweld gebruikt, waar vooral het volk de dupe van werd. Mede door het feit dat het voor journalisten niet meer veilig is om in Tsjetsjenië te werken, kwam er slechts minimaal informatie naar de buitenwereld. De rebellen pleegden daarom steeds gruwelijkere aanslagen om de aandacht op te eisen. Zo werden er op 23 oktober 2002 in Moskou in een theater honderden bezoekers gegijzeld door islamistische Tsjetsjeense rebellen. Niet alleen de rebellen verliezen bij deze actie hun leven, maar ook 129 gijzelaars overleden, mede door het te sterke chemisch gas dat de Russen gebruikten bij de bevrijding. In 2004 werden bij een gijzeling in Beslan in het voornamelijk christelijke Noord Ossetië 334 slachtoffers gemaakt, waaronder veel kinderen. Veel uitwerking hadden de acties van de islamistische rebellen niet, enkel dat de strijd aan beide kanten steeds gewelddadiger werd. In mei 2004 lukte het de islamistische rebellen uiteindelijk de president Kadyrov te vermoorden, door middel van een bomaanslag tijdens een parade in Grozny. Poetin schoof al snel de pro-Russische Aloe Alchanov naar voren bij de verkiezingen. Ondanks de verdenkingen van fraude bij de verkiezingen, werd Alchanov de nieuwe leider van Tsjetsjenië.
Beide oorlogen kenmerkten zich door een veelheid aan misdaden tegen de menselijkheid. In de eerste oorlog leverden de rebellen en Russische troepen strijd in bevolkte gebieden, waar tijdens de tweede oorlog de Tsjetsjenen vooral bommen lieten ontploffen, gemunt op Russische burgers. Russische soldaten gebruikten buitensporig geweld in hun strijd tegen de islamisten waarbij vele burgers sneuvelden en veel huizen werden vernield. Aan het einde van de twee oorlogen waren meer dan honderdduizend Tsjetsjenen uit Tsjetsjenië gevlucht.
Bij de twee oorlogen in Tsjetsjenië werden naar schatting 100.000 burgers, militairen en rebellen gedood, waaronder 3500 Russische soldaten tijdens de Tweede Tsjetsjeense Oorlog (1999-februari 2006; volgens het persbureau Interfax). Het conflict maakte ook veel slachtoffers door landmijnen: Op 4 april 2006 maakten UNICEF en de Europese Commissie bekend dat in 11 jaar tijd 3030 mensen waren gedood of gewond geraakt door landmijnen.
President Alchanov stelde in september 2006 voor om de naam van de republiek te veranderen naar Nochtsjiin, omdat volgens hem de inwoners het gebied het nooit Tsjetsjeense Republiek hadden genoemd. Premier Ramzan Kadyrov gaf echter aan hierop tegen te zijn. Tot zijn dertigste mocht Kadyrov formeel nog geen president zijn, maar was hij premier. Feitelijk had hij echter wel de macht in het land. Op 15 februari 2007 werd bekendgemaakt dat federaal president Poetin president Alchanov had vervangen door Kadyrov, die eerst zou optreden als waarnemend president.
Op vrijdag 17 april 2009 kwam er formeel een eind aan de oorlog.